# 樹原まい
樹原 まい（きはら まい、1978年12月24日 - ）は、日本のAV女優。
別名は上原鈴華、木原まい、十文字るい。
趣味：ショッピング・そうじ。

## 略歴
1997年に宇宙企画からデビュー。

## 作品

### アダルトビデオ
樹原まい 名義
- 熱愛メモリー （1997年6月15日、宇宙企画）
- おやすみなさいはHのあとで （シャイ企画）
- 口唇愛 （1997年8月22日、マックス・エー）
- 女子校生の危ないバイト探し （1997年9月26日、アテナ映像）
- Temptation～誘惑～ （1997年10月25日、ビッグモーカル）
- 女子校生監禁ゲーム パンツの染み （1997年11月27日、KUKI）
- ソンナミラーズ3 （1997年12月26日、KUKI）- 共演:瞳リョウ
- La女子校生ビデオ第6号 （1998年2月13日、アリスJAPAN）
- なかよし倶楽部 （1998年2月15日、宇宙企画）

上原鈴華 名義
- ちょっぴり大人になりました（1998年7月23日、KUKI）
- サマータイムラブ（1998年8月21日、KUKI）
- 悪女になりたい（1998年9月18日、KUKI）
- Bejean4（桃太郎映像）
- Angel（アイデアポケット）
- 鬼畜輪姦15～女子高生監禁屈辱・上原鈴華～（1998年11月13日、アタッカーズ）

### 写真集
上原鈴華 名義 
- minet 上原鈴華写真集

十文字るい 名義 
- 秘密の場所で